# Lydekkerlijn

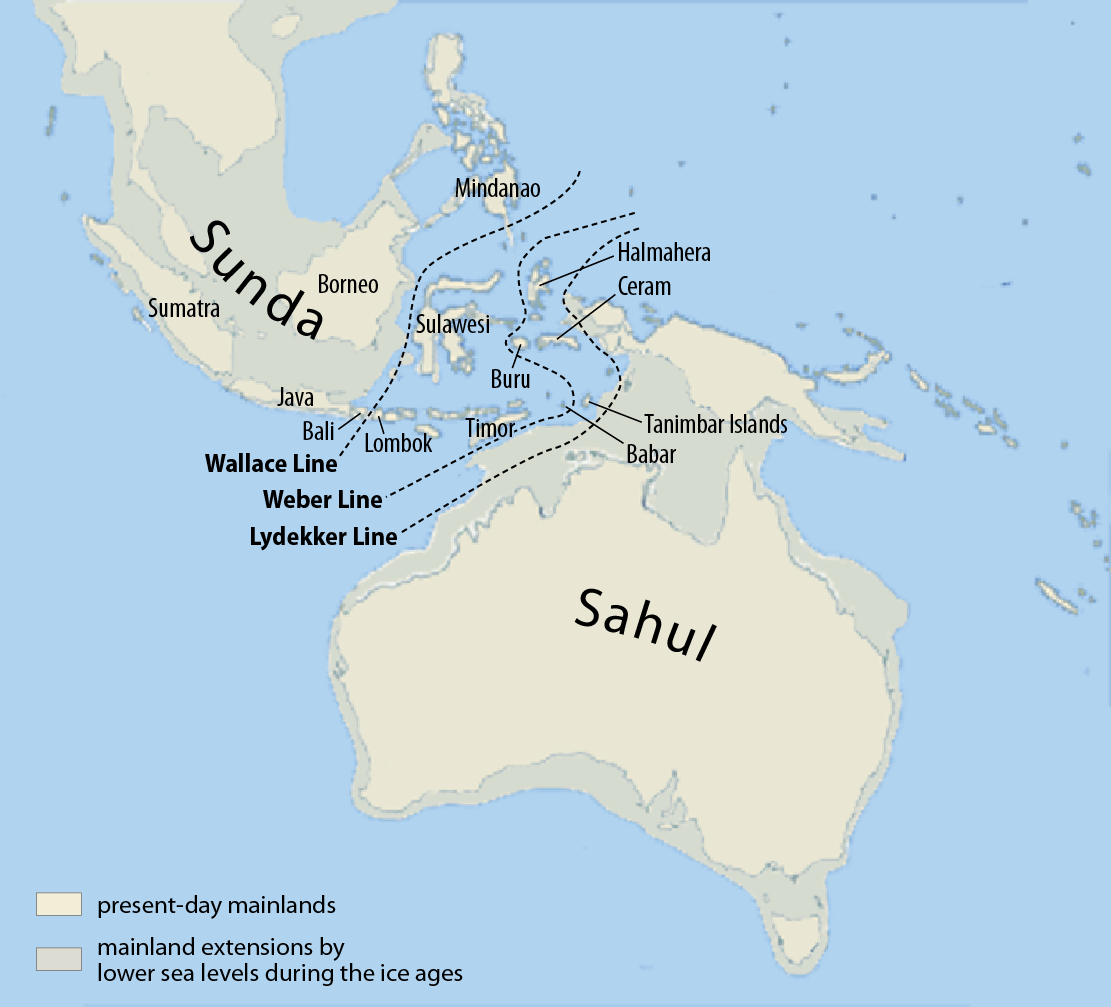
De diverse lijnen binnen Wallacea.

De Lydekkerlijn is de lijn die de oost- en zuidgrens aanduidt van Wallacea (waaronder de Molukken en Timor) met Australië en Nieuw-Guinea. Zij vormt tevens de grens tussen Soenda op de Euraziatische Plaat en Sahoel op de Australische Plaat. Zij wordt ook wel gezien als de grens tussen Azië en Oceanië. De Lydekkerlijn werd genoemd naar Richard Lydekker (1849–1915).